# Gotisch Huis (Groningen)
Het Gotisch huis is een van de oudste panden in de stad Groningen. Het pand in de Brugstraat geldt als het oudst bewaard gebleven woonhuis in de stad, al is het Calmershuis dat rond 1250 werd gebouwd en in 1338 als (burgemeesters)woning wordt genoemd veel ouder. Later werd het gebouw gebruikt als pakhuis (Pakhuis New York). Samen met het naastgelegen Canterhuis is het sinds de jaren 1970 in gebruik bij het Noordelijk Scheepvaartmuseum.

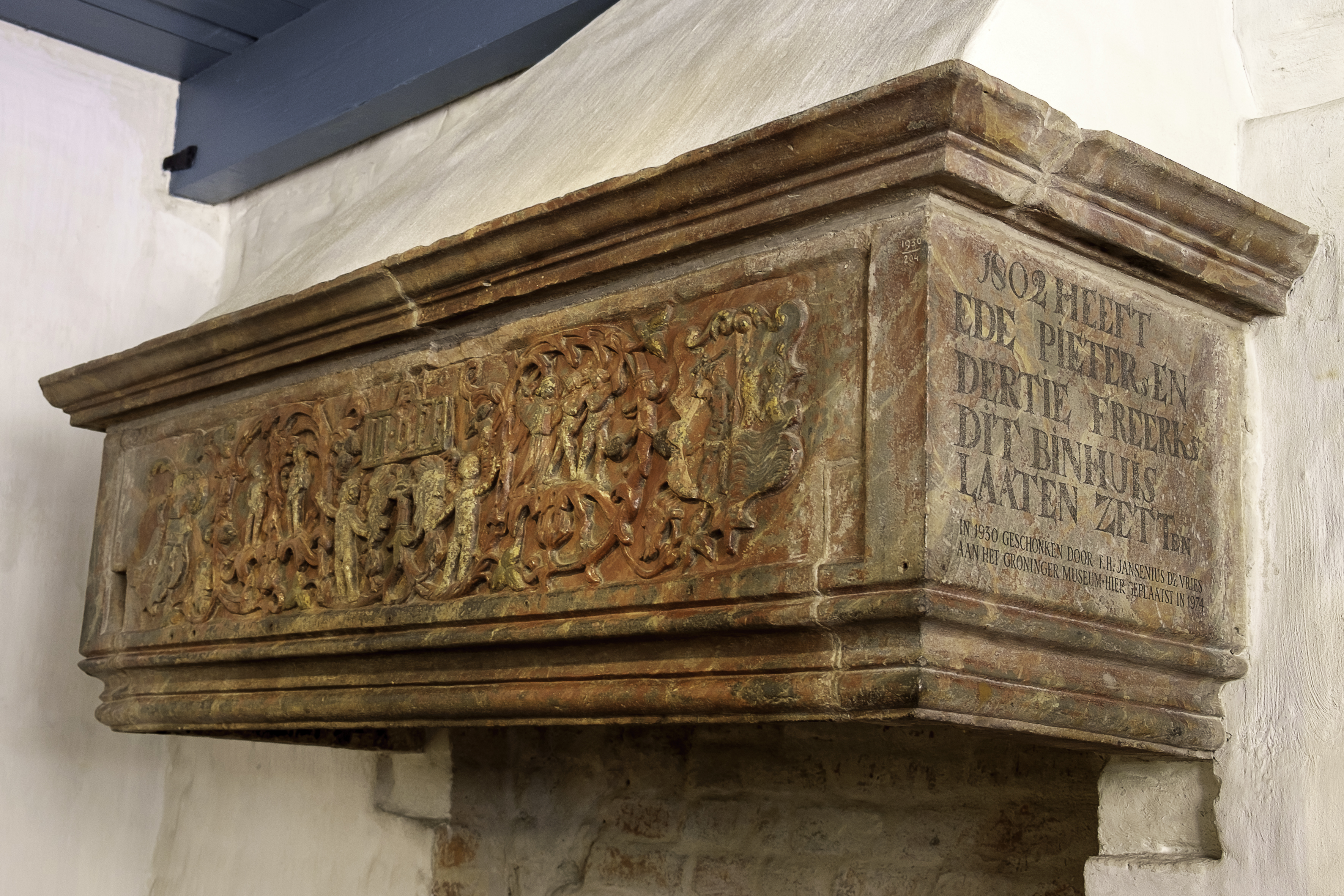
Zandstenen schouw die volgens een opschrift dateert uit 1540 (MDXL). Oorspronkelijk mogelijk uit de borg Bolhuis. Later herplaatst in de in 1888 afgebroken boerderij Zwarte lap/De Palen bij Westerwijtwerd. In 1930 in bezit gekomen van het Groninger Museum. In 1974 op de huidige plek geplaatst. De schouw met Renaissance-kenmerken verbeeldt de zondeval en de vlucht uit het paradijs. Links en rechts staan mogelijk de wapenschilden van de families Van Bolhuis en Van Halsema